# Kristin Midthun
Kristin Midthun   (Oslo, 4 de febrer de 1961) és una exjugadora d'handbol noruega que va competir durant la dècada de 1980.
El 1988 va prendre part en els Jocs Olímpics de Seül, on guanyà la medalla de plata en la competició d'handbol. En el seu palmarès també destaca una medalla de bronze al campionat del món d'handbol de 1986. Entre 1982 i 1988 jugà un total de 143 partits i marcà 306 gols amb la selecció nacional.
A nivell de clubs jugà a l'IL Vestar, amb qui guanyà la lliga noruega de 1989.